# Pollex diabolo
Pollex diabolo là một loài bướm đêm thuộc họ Erebidae. Nó được tìm thấy ở Balawan ở Philippines.
Sải cánh dài khoảng 10 mm. 